# リオ・ブランコEC
リオ・ブランコEC (ポルトガル語: Rio Branco Esporte Clube) は、ブラジル・サンパウロ州アメリカーナを本拠地とするサッカークラブである。現在はカンピオナート・パウリスタ・セリエA3（3部）に所属している。ブラジル国内にはリオ・ブランコと名乗るクラブが他にもあるため、リオ・ブランコ-SP (Rio Branco-SP) と表記されることがある。
クラブのマスコットは虎をモチーフにしている。

## タイトル

### 国内タイトル
- カンピオナート・ド・インテリオル・パウリスタ : 2回
  - 1922, 1923
- カンピオナート・パウリスタ・セリエA3 : 2回
  - 1968, 2012

### 国際タイトル
なし

## 歴代監督
- シャムスカ 1997

## 歴代所属選手

### DF
- ジュリオ・セザール 2001

### MF
- フラビオ・コンセイソン 1992-1993
- マルコス・アスンソン 1993-1995
- マルセリーニョ 1995-1997

- / マルコス・セナ 1997-1999
- ミネイロ 1997
- オリベイラ 2007

### FW
- カイオ・ジュニオール 1999